# جو دان (لاعب كرة قاعدة)
جو دان (بالإنجليزية: Joe Dunn)‏ هو لاعب كرة قاعدة أمريكي، ولد في 11 مارس 1885 في سبرينغفيلد في الولايات المتحدة، وتوفي بنفس المكان في 19 مارس 1944.

## وصلات خارجية
- جو دان على موقعبيزبول رفرنس.كوم (الدوري الرئيسي) (الإنجليزية)
- جو دان على موقعبيزبول رفرنس.كوم (الدوري الثانوي) (الإنجليزية)